# Фил (сурок)

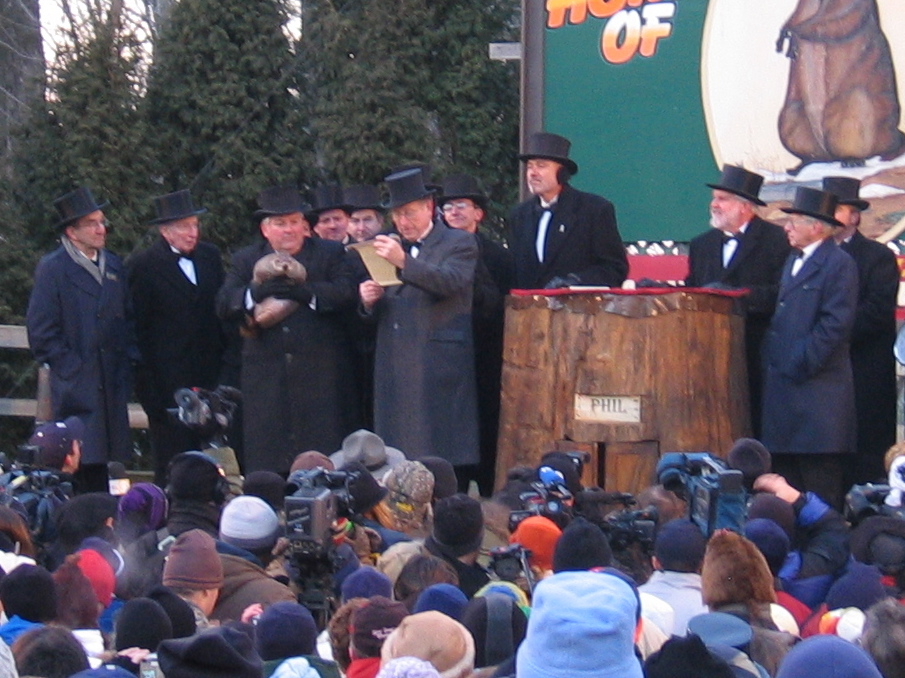
Фил предсказывает приход весны в 2005 году. В тот год была «предсказана» долгая зима, как и в другие годы за период от 2000 по 2006 год. Самым же долгим периодом долгой зимы был промежуток между 1903 и 1933 годами.

Панксатонский Фил (англ. Punxsutawney Phil) — лесной сурок (лат. Marmota monax) из города Панксатони в Пенсильвании, США, якобы умеющий предсказывать погоду. Согласно традиции, во время праздника «День сурка» люди пытаются предсказать начало весны по его выходу из домика. Если он увидит тень и сразу же вернётся домой, то зима будет ещё долго, если же не увидит и останется, то весна будет ранняя. Эта традиция пришла в США и Канаду из Германии вместе с переселенцами, так называемыми «пенсильванскими немцами» (к которым также принадлежат знаменитые амиши). По подсчётам американских климатологов, точность предсказаний Фила составляет 39 %. В то же время его поклонники и некоторые исследователи праздника утверждают о точности от 75 % до 90 %.

## Данные о Филе
Зоологи считают, что сурки в неволе живут до 10 лет (до 6 лет на воле); наибольшая зарегистрированная продолжительность жизни у сурков — 14 лет. Жители города Панксатони утверждают, что Фил — это всегда один и тот же сурок, а другие сурки, предсказывающие погоду, являются самозванцами. Долгожительство Фила объясняется тем, что, якобы, члены клуба сурка дают ему особый эликсир, удлиняющий его жизнь каждый раз на 7 лет . По этой легенде Филу в 2011 году исполнилось 170 лет, так как первое упоминание о «пенсильванском сурке, который по мнению местных немцев может предсказывать погоду» (определение лавочника Джеймса Морриса из округа Беркс) было сделано ещё 5 марта 1841 года (или 125 лет согласно первому официальному упоминанию именно о сурке по имени Фил).
Традиция американского Дня Сурка происходит от языческого германского поверья: если сурок увидит свою тень второго февраля, то зима продлится ещё 6 недель, если нет, то весна придёт рано. У кельтов на предыдущий день выпадает один из четырёх самых важных праздников — день весны Имболк, на который также было принято предсказывать погоду.